# Jaroslav Škarvada
Jaroslav Škarvada (14 września 1924 w Pradze, zm. 14 czerwca 2010 w Pradze) – biskup tytularny Litomyśla w latach 1982–2002, biskup pomocniczy archidiecezji praskiej w latach 1991–2002.
Maturę zdał w 1943. Od 1945 studiował w Rzymie na Uniwersytetach Laterańskim i Gregoriańskim, a później był alumnem czeskiego papieskiego kolegium Nepomucenum. Studia ukończył doktoratem z teologii. 12 marca 1949 przyjął święcenia kapłańskie. Z powodu sytuacji politycznej w Czechosłowacji nie wrócił do ojczyzny.
Pracował we Włoszech jako profesor dogmatyki w seminarium w Chieti. Od 1965 był sekretarzem kardynała Josefa Berana. Funkcję tę pełnił aż do jego śmierci. Od 1968 pracował w duszpasterstwie czeskiej emigracji. W latach 1970–1972 był współpracownikiem watykańskiego Sekretariatu Stanu.
18 grudnia 1982 został mianowany biskupem tytularnym Litomyśla. 6 stycznia 1983 przyjął święcenia biskupie. Nadal pracował w duszpasterstwie emigracji czeskiej.
28 sierpnia 1991 został mianowany biskupem pomocniczym archidiecezji praskiej. Od listopada 1991 do lutego 2001 był generalnym wikariuszem archidiecezji praskiej, a od stycznia 1993 do września 2002 prepozytem kapituły św. Wita w Pradze. 29 września 2002 przeszedł na emeryturę.